# كولات
كولات (بالإنجليزية: Kholat)‏ ، هي لعبة فيديو إلكترونية من إنتاج ونشر آي إم جي إن دوت برو، صدرت في الأسواق في شهر يونيو سنة 2015م، وهي لعبة من نوع رعب البقاء.